# Akutni bronhitis
Akutni bronhitis predstavlja akutno zapaljenje traheje i glavnih bronhija. Javlja se uglavnom u toku ili neposredno posle akutnih virusnih infekcija gornjih disajnih puteva, najčešće za vreme zimskih meseci. Akutni bronhitis obično prolazi nakon nekoliko dana, iako kašalj može biti prisutan tri ili više nedelja.

## Uzročnici
Akutni bronhitis mogu izazvati različite mineralne ili biljne prašine, isparenja jakih kiselina, amonijak, duvanski dim. Takođe, različite vrste virusa mogu dovesti do nastanka ove bolesti, dok su bakterije retki prouzrokovači. Virusne infekcije obično prethode sekundarnim bakterijskim infekcijama. Faktori kao što su: izloženost respiratornim iritansima, hladnoća, zamor, loša ishrana, dovode do pada imuniteta i doprinose nastanku infekcije. Infekcije su česte kod bolesnika sa hroničnim sinusitisom, a kod dece s uvećanim krajnicima. Najčešći uzročnici sekundarne bakterijske infekcije su: Haemophilus influenzae i Streptococcus pneumoniae.

## Klinička slika
Simptomi koji dominiraju kod bronhitisa su kašalj, iskašljavanje, zviždanje u grudima i blago povišena telesna temperatura. U početku bolesti kašalj je suv, nadražajni, sličan kašlju u astmi, a zatim počinje iskašljavanje. Nakon izvesnog vremena iskašljaj može postati obilniji, sluzav. Ovakav iskašljaj ukazuje na bakterijsku infekciju. Kod bolesnika dolazi do porasta telesne temperature do 39 °, što traje tri do pet dana, nakon toga se povlače akutni simptomi, iako kašalj može da se prolongira na nekoliko nedelja.

## Dijagnoza
Pravilna dijagnoza akutnog bronhitisa postavlja se na osnovu simptoma i znakova. Lekar stetoskopom može čuti šumove, sviranje ili piskanje nakon kašljanja. Ako su simptomi bolesti ozbiljniji i duže traju, potrebno je napraviti rendgenski snimku pluća. Bakteriološki pregled sputuma nije neophodan, osim kod bolesnika s povećanim rizikom, a to su stare osobe, oboleli od hronične opstrukcijske bolesti pluća, malignih bolesti, tuberkuloze ili nedavno preležane pneumonije.

## Lečenje
Dok osoba ima povišenu telesnu temperaturu potrebno je mirovanje, odmor i unos do-voljne količine tečnosti (3 do 4 litra dnevno). Analgetici i antipiretici se koriste protiv bolova i za povišenu temperaturu. Odluka o upotrebi antibiotika donosi se na osnovu dužine trajanja simptoma bolesti, karakteristika sputuma i prethodnog zdravstvenog stanja bolesnika.

## Prevencija
Česte napade bronhitisa može uzrokovati nešto iz neposrednog okruženja bolesnika. Hladnoća, blizina smetlišta, dim cigarete mogu učiniti bolesnika osetljivijim. Posebno su ugrožene osobe koje dugi niz godina konzumiraju cigarete. Kod težih slučajeva je potrebno i promeniti mesto boravka.

## Spoljašnje veze
- [http://familydoctor.org/online/famdocen/home/common/asthma/lung/677.html

|  | Molimo Vas, obratite pažnju na važno upozorenje u vezi sa temama iz oblasti medicine (zdravlja). |